# Qiujin (köpinghuvudort i Kina, Jiangxi Sheng, lat 29,17, long 115,68)
Qiujin är en köpinghuvudort i Kina. Den ligger i provinsen Jiangxi, i den sydöstra delen av landet, omkring 58 kilometer norr om provinshuvudstaden Nanchang. Antalet invånare är 17 899. Befolkningen består av 8 771 kvinnor och 9 128 män. Barn under 15 år utgör 19,0 %, vuxna 15-64 år 72 %, och äldre över 65 år 8,0 %.
Runt Qiujin är det ganska tätbefolkat, med 199 invånare per kvadratkilometer. Närmaste större samhälle är Puting, 19,5 km norr om Qiujin. Trakten runt Qiujin består till största delen av jordbruksmark.
Genomsnittlig årsnederbörd är 2 141 millimeter. Den regnigaste månaden är maj, med i genomsnitt 334 mm nederbörd, och den torraste är januari, med 59 mm nederbörd.